# 小倉優子
小倉 優子（おぐら ゆうこ、1983年11月1日 -）は、日本のバラエティタレント、グラビアアイドル。

## 略歴
千葉県出身で、アバンギャルドからアヴィラを経てその後はプラチナムプロダクションに所属する。高校時代の16歳で渋谷で芸能事務所アバンギャルド（現・アヴィラ）にスカウトされ、男性誌グラビアで芸能界デビュー。その後しばらく撮影会モデルなどの下積みをこなしながら、グラビアの仕事を続ける。
2002年に、「日テレジェニック2002」に選出される。この頃から幼顔と「こりん星のりんごももか姫」となる自己創作のお姫様キャラクターで徐々に注目されて関連商品が多く売れ、関西地方のテレビやラジオなどの仕事が増加する。同年に白泉社の青年漫画雑誌『ヤングアニマル』の読者投票で「ミスヤングアニマル」に選出されて以降2005年まで4年連続で選出されるなど、グラビアアイドルとしても好評を得る。
2004年頃から東京都にあるキー局のバラエティ番組への出演が増えて特異なキャラクターが多くの視聴者に知られる。2005年4月に『笑っていいとも!』（フジテレビ）の金曜日のレギュラーに抜擢される。
2008年3月31日、所属事務所のアバンギャルドがアヴィラへの業務移管を発表。
2008年4月8日、大阪市淀川区で「焼肉小倉優子 西中島南方店」を開店。『日刊ゲンダイ』の記事で登記上小倉は経営陣の一人と報道された。実際に運営していたのは、ももじろうグループ傘下の株式会社ハングリー＆アソシエイツ(京都市下京区）であり、2010年に同焼肉店の運営会社が訴えられた際、小倉はブログで契約上はイメージキャラクターであると明らかにした。
2010年11月9日に開催されたイベントで、ヘアメークアーティストで美容師の菊池勲と結婚を前提に交際をしていることを認めた。
2011年8月にプラチナムプロダクションへ移籍。
2011年10月7日には、婚姻したことを会見で発表。同年10月10日にアメリカのハワイ州で結婚式を挙げた。
2011年11月12日、国立代々木競技場にて行われたファッションと音楽の融合イベント「GirlsAward by CROOZ blog 2011 AUTUMN/WINTER」でゲストモデルとして参加する。
2011年12月28日、ブログで妊娠5カ月であることを公表した。
2012年6月5日午後5時56分に第1子を出産。2,558ｇの男児であり母子ともに健康であることをブログで公表した。
2015年3月24日と22日に放送の『駆け込みドクター!運命を変える健康診断』（TBS）で人間ドックを受診し、胸部コンピュータ断層撮影画像で肺に影がみられ、小倉は医師から「今は問題ない」が「定期的な経過観察をお勧めします」と指導された。
2016年6月16日に第2子の妊娠を報告 し、11月18日に第2子男児を出産した。
2016年8月3日、『週刊文春』で夫と、小倉と同じ所属事務所の後輩タレント馬越幸子の不倫交際が報道された。
2017年2月24日、3月から仕事を再開することを発表した。
2017年3月3日、不倫騒動を起こし別居中だった美容師の夫と離婚したことが報道された。
2018年12月25日、同年6月より交際をしていた一般男性と結婚し、自身のブログを通じて報告した。
2020年2月28日、第3子妊娠を報告。
2020年3月11日、再婚2年目の夫との昨年末からの別居が発覚。報道機関によると同年1月、弁護士を通じて離婚と2人の息子との養子縁組解消を小倉は求められており、小倉は「夫がこんなにも怒りっぽい人とは思わなかったが、子供たちや生まれてくる子のためにも、元の関係に戻りたい」と話しているとされた。
2020年7月22日、第3子となる男児を出産。
2022年7月27日、離婚を発表。
2023年3月6日、バラエティ番組の企画にて大学受験の合格発表。第一志望の早稲田大学、学習院大学、成蹊大学、津田塾大学は不合格だったが白百合女子大学に合格し学習院女子大学に補欠合格した。
2023年4月1日、白百合女子大学の入学式に出席したことを報告。
2024年11月1日、出身地である茂原市の観光大使に就任。
2025年5月18日、日本女子大学通信教育課程食物学科に編入したことを明らかにした。

## 人物
以前は、「法政大学文学部の第二部を中退している」との噂があったが、2022年2月21日放送の「100%！アピールちゃん」(TBS系）番組内でこの一件をデマであると否定している。
愛称は中学生の頃のニックネームである「ゆうこりん」。言葉の語尾に「○○りんこ」、「○○りんこだプー」と付ける。家族は両親に兄と弟の3人兄弟である。コンサドーレ札幌で活躍した元サッカー選手の関隆倫は従兄。阪神タイガースやオリックス・バファローズの監督および両球団のゼネラルマネジャーを歴任した元プロ野球選手の中村勝広は遠縁の親族。日本大学第三中学校・高等学校の野球部の小倉全由監督も親戚である。
パン好きが高じて2009年パンアドバイザー資格を取得した。かつては苦手だった料理も料理教室に通って克服し、今では自身でもレシピ本を出版するほどの腕前である。
メイドに扮装してSDメモリーカードのキャラクターにもなっている。かつてはヘビーゲーマーであり、ファミコン - NINTENDO 64期までは暇さえあればゲームをプレイしていた。特に『トルネコの大冒険』と『ゼルダの伝説 夢をみる島』には何時間費やしたか分からないという。
アイドル時代は後述の「こりん星」キャラのいわゆる「不思議ちゃん」キャラクターであったが、結婚・出産後は「ママタレント」として生活用品や学習教材のイメージキャラクターに就任するなど活躍の場を広げている。
犬（トイプードル）を飼っている。

### こりん星
かつて小倉は自らのことを「こりん星（こりんせい）」という星からいちごの馬車でやってきた「りんごももか姫」だと事あるごとに発言していた。これは小倉のキャラクターを語る上で外せないフレーズで、彼女なりのユーモアのひとつであり、トーク番組などで自ら笑いのネタに使うこともあった。また自ら創作した物語を一冊の本として発表したこともある（『りんごももか姫』ワニブックス刊）。
2007年3月21日発売の『ダイヤモンドZAi』5月号の特集「ゼロから始める株超入門！」で、株式投資に挑戦。証券会社に口座を開設する際、申込書の住所欄に「こりん星」と入力し受付不可とされる（その後、こっそり「東京都港区」と訂正）。なお、この企画は翌月から連載企画として継続される。
2009年末をもって、こりん星は爆発したとして、こりん星キャラを終了した。
2010年5月、『誰だって波瀾爆笑』で「こりん星」という設定は名前を売るための戦略だったことを明かした。同年9月、『キングダム ハーツ Re:コーデッド』の発売記念イベントで、こりん星をやめてからイベントの仕事が少なくなったことを告白した。平井善之から「迷ったらこりん星に戻れば？」と促されたが、「後ろは振り返りたくないんです。キャラとかじゃなくて、普通の自分でいたい…」と話した。
「こりん星」のキャラクターに行き詰まりを感じていた頃に、有吉弘行から「うその限界」というあだ名を付けられたことが「こりん星」卒業のきっかけになった。

## 作品

### ディスコグラフィ
|        | 発売日         | タイトル                  | 規格品番   | 規格品番   | オリコン 最高位 |
| 通常盤 | 発売日         | タイトル                  | 初回限定盤 |            | オリコン 最高位 |
| ------ | -------------- | ------------------------- | ---------- | ---------- | --------------- |
| 1st    | 2002年12月18日 | ウキウキりんこだプー      |            |            | -               |
| 2nd    | 2004年2月4日   | 恋のシュビドゥバ          | KICM-1095  | KICM-91095 | 27位            |
| 3rd    | 2004年5月26日  | 永遠ラブリン(∂▽＜)/       | KICM-1107  |            | 40位            |
| 4th    | 2004年11月26日 | オンナのコ♡オトコのコ     | KICM-1124  | KICM-91124 | 20位            |
| ※      | 2007年3月17日  | 帰ってきたケロッ!とマーチ | VICL-36209 | VIZL-219   | -               |
| 5th    | 2008年6月25日  | スキ☆メロ                 | FDCD-20005 |            | -               |

|        | 発売日       | タイトル                      | 規格品番   | 規格品番  | オリコン 最高位 |
| 通常盤 | 発売日       | タイトル                      | 初回限定盤 |           | オリコン 最高位 |
| ------ | ------------ | ----------------------------- | ---------- | --------- | --------------- |
| 1st    | 2004年9月8日 | フルーchu♥タルト              | KICS-1108  | KICS-1107 | 24位            |
| ベスト | 2011年6月8日 | 小倉優子 パーフェクト・ベスト |            |           | 位              |

### 映像作品
1. グラビアの美少女/小倉優子 Soda pop （2001年1月、日本コロムビア）
2. Sweetie Fruity （2001年7月、ラインコミュニケーションズ）
3. 小倉優子十七歳 〜終わらない夏〜 （2001年10月、英知出版）
4. D-Splash! 小倉優子 （2002年1月、キングレコード）
5. 恋心 （2002年3月、ケイエスエス）
6. Advance （2002年4月、ビデオメーカー）
7. Peach （2002年5月31日、日本メディアサプライ）
8. 日テレジェニック2002 小倉優子 「Style」 （2002年9月、VAP）
9. FROZEN GIRL 〜永遠少女〜 （2002年12月、英知出版）
10. WPB-net 小倉優子 digitalプレイボーイVOL.1 （2002年12月、集英社）
11. My Room （2002年12月、GPミュージアム）
12. まるごと小倉優子Vol.1 （2003年3月、フォーサイドドットコム）
13. まるごと小倉優子Vol.2 （2003年3月、フォーサイドドットコム）
14. 小倉優子 〜Yuko's Private 100 Questions （2003年3月、ハピネット・ピクチャーズ）
15. 永遠少女 エピソード2 （2003年3月、英知出版）
16. 優子とあそんで♪ （2003年5月、フォーサイドドットコム）
17. タイは若いうちに行こう （2004年3月一般発売、デジキューブ）
18. 小倉優子DVD Making Selection （2003年6月、パイオニアLDC）
19. 小倉優子の片思いグラフティ （2003年7月、竹書房）
20. 小倉優子の秘密のデート （2003年7月、フォーサイド・ドットコム）
21. I LOVE IDOL THE VENUS（2003年7月、パイオニアLDC）
22. キューティーガール 美少女ボウラー危機一発 （2003年10月、GPミュージアム）
23. R#707小倉優子 DREAMING ANGEL （2003年10月、ハピネット・ピクチャーズ）
24. sabra best girls DVD （2003年12月、ポニーキャニオン）
25. プライベートデート 小倉優子 SPECIAL EDITION （2003年12月、パンド）
26. ほんのり （2004年2月、ラインコミュニケーションズ）
27. 安倍桔梗のミステリーファイル前編 （2004年4月、タキ・コーポレーション）
28. Se-女!シリーズA 小倉優子 （2004年4月、GPミュージアム）
29. ぴょンぴょン （2004年5月14日、日本メディアサプライ）
30. Se-女!シリーズA 小倉優子2 （2004年5月、GPミュージアム）
31. 安倍桔梗のミステリーファイル後編 （2004年5月、タキ・コーポレーション）
32. ゆうこりんのぜんぶのせ （2004年6月、イーネットフロンティア）
33. D-Splash! Special Price DVD （2004年7月、キングレコード）
34. ディレクターズカット （2004年8月、イーネット・フロンティア）
35. 小倉家の人々 （2004年9月、GPミュージアムソフト）
36. Yumegiwa no message〜夢ぎわのメッセージ〜 （2004年9月、エルゴ・ブレインズ）
37. INFINITY （2004年11月、ジェネオン エンタテインメント）
38. シブスタレーベル idol complete 2005 Winter BLUE （2005年1月、ジェネオン エンタテインメント）
39. Special DVD-BOX （2005年2月、ラインコミュニケーションズ）
40. Milky （2005年2月、フォーサイド・ドット・コム）
41. POPO-PORN （ポッポポーン） YUKO OGURA FIRST ANNIVERSARY（2005年3月、キングレコード）
42. DUO （2005年3月、フォーサイド）
43. ワタシが癒してアゲル。（2005年4月、ジーオーティー）
44. ゆうコレ30（2005年4月、ジーオーティー）
45. アイドル・ショート・ムービーズ 小倉優子（バップ）
46. 和〜なごみ〜 （2005年8月、フォーサイド）
47. 陽〜ひなた〜 （2005年9月、フォーサイド）
48. REMIX DVD 小倉優子 EYE PRESSURE （2005年10月、集英社）
49. 四葉のクローバー （2006年3月、ジーオーティー）
50. 小倉優子・浜田翔子・桜木睦子 I LOVE IDOL Legend （2006年5月、パイオニアLDC）
51. lost strawberry 小倉優子 （2006年6月、ジーオーティー）
52. ゆうこりんのススメ （2006年8月、竹書房）
53. YUKO!200%! （2006年10月、フォーサイド・ドット・コム）
54. feminine （2006年11月、ラインコミュニケーションズ）
55. ゆうこりん白書 （2007年2月、ジーオーティー）
56. ゆうこりんといっしょ♪〜優遊星のゆうこりん 童謡コレクション1〜 （2007年2月、ウェーブマスター）
57. ゆうこりんといっしょ♪〜優遊星のゆうこりん 童謡コレクション2〜 （2007年2月、ウェーブマスター）
58. プレミアDVD BOX （2007年5月、GPミュージアムソフト）
59. autumn breeze （2007年9月、フォーサイド）
60. とっても甘い （2007年11月、竹書房）
61. 九州青春銀行〜ゆうこりんのキツイロケがしたい!自衛隊体験入隊 （2007年12月、TBSサービス）
62. おしゃべりんこ （2008年2月、フォーサイド）
63. Super Girl 〜永遠のアイドル〜 （2008年5月、フォーサイド）
64. autumn breeze （2008年9月、フォーサイド） ※再リリース版
65. おしゃべりんこ （2008年10月、フォーサイド） ※再リリース版
66. first fantasy （2008年12月、ゴマブックス）
67. two you （2008年12月、ゴマブックス）
68. 恋しくて （2009年2月、竹書房）
69. 恋星 （2010年1月、アウトビジョン）

## 出演

### テレビドラマ
- ラスト・アライブ（2001年4月4日 - 6月27日、テレビ東京） - 佐々木彩 役
- 時空警察ヴェッカーD-02（2002年1月10日 - 3月28日、テレビ朝日） - 時空刑事アム / 村田アミ 役
- こちら本池上署 第5シリーズ（2005年6月13日 - 9月12日、ナショナル劇場 TBS） - 飛田満ちる 役
- 鉄板に恋をして（2006年1月28日、ABCテレビ） - 本人 役
- 忠臣蔵 瑤泉院の陰謀（2007年1月2日、テレビ東京） - 艶 役
- 新参者 第3話（2010年5月2日、TBS） - 店員 役
- 刑事ゆがみ 第1話ゲスト（2017年10月12日、フジテレビ） - 沢谷薫子 役[43][44]
- 未来の私にブッかまされる!?（2024年10月7日 - 、NHK総合） - アヤママ 役[45]

### バラエティ
レギュラー
- ヒルナンデス!（2025年4月2日 - 、日本テレビ） - 水曜レギュラー[46]

準レギュラー
- 秘密のケンミンSHOW（読売テレビ）
- プレバト!!（MBS）

過去の出演番組
- 三宅裕司のドシロウト（2000年10月 - 2001年3月、山口放送） - レギュラー
- アイドルアイランド（2001年1月 - 2002年3月、BSフジ） - レギュラー
- ろみひー（ - 2003年3月、中京テレビ） - 準レギュラー
- 1、2、駐在さんダァ〜!!（2002年4月 - 2004年3月、ABCテレビ） - レギュラー
- AX MUSIC-TV 00"音市"（日本テレビ）
- コスモ★エンジェル（東海テレビ、BSフジ）
- 優子がゼッタイ!（2005年2月 - 3月、中京テレビ）
- ぶちぬき（2005年4月 - 2006年3月、テレビ東京） - 水曜レギュラー
- 森田一義アワー 笑っていいとも!、笑っていいとも!増刊号（2005年4月 - 2007年3月、フジテレビ） - 金曜日→水曜日
- ざっくりマンデー!!（ - 2010年3月、TBS）
- 優遊星のゆうこりん（TBS）
- 九州青春銀行（RKB毎日放送）
- ラジかるッ→おもいッきりDON!→DON!（2007年10月 - 2011年3月、日本テレビ） - 水曜レギュラー
- あいまいナ!（2010年4月9日 - 2011年4月15日、TBS系列）
- ザキ神っ! 〜ザキヤマさんとゆかいな仲間たち〜（2011年4月22日 - 2011年9月30日、TBS）
- さんまのSUPERからくりTV（2003年4月 - 2014年9月、TBS） - 2007年3月までは準レギュラー
- 中学球児最後の夏 ジャイアンツカップ2018〜汗と涙の成長物語〜（2018年9月1日、日本テレビ） - ナレーション
- がっちりマンデー!!（TBS）
- サンデードラゴンズ（CBCテレビ）「優子の野球相談室」
- ポップUP!（フジテレビ） - 木曜日コメンテーター

過去の準レギュラー・不定期出演番組
- 密室謎解きバラエティー 脱出ゲームDERO!（日本テレビ）
- ノブナガ（2002年10月 - 2014年7月、CBCテレビ） - 準レギュラー
- 欽ちゃん&香取慎吾の全日本仮装大賞（日本テレビ） - 第80-83,85回の5度審査員として出演したほか、第84回には10番「いろんなリン」で演者として登場。
- ネプリーグ (フジテレビ)
- 中居正広のニュースな会（テレビ朝日） - 料理コーナー・パネラー
- 突然ですが占ってもいいですか?2時間SP（2021年11月17日、フジテレビ）[47]

### 映画
- キューティーガール 美少女ボウラー危機一発（2003年） - マイ 役
- それでもヤクザはやってくる - TWILIGHT FILE IV（2007年） - 弁護士・笠井 役
- 虹色ハーモニー - マイ・レインボウ・マン - TWILIGHT FILE IV（2007年） - 女教師・真子 役
- 真・女立喰師列伝（2007年） - クレープのマミ 役

### ビデオ
- なくせ！ストーカー！心の闇に潜むもの・・・（財団法人警察協会制作/財団法人日本宝くじ協会助成） - 主演:吉川彩乃 役

### ラジオ
- オレたちやってま〜す金曜日〔城島とんぼ班、隔週出演〕（2002年4月 - 2002年9月、MBSラジオ）
- 小倉優子のウキウキりんこだプー!うるとらだっしゅ（2002年10月 - 2007年9月、文化放送・静岡放送）
- RABラジオ・チャリティー・ミュージックソン（2002年12月24日 - 25日、青森放送）
- 小倉優子 ガール・トーク・ナイト（スターデジオ400ch）
- イマドキッC（コレクション）土曜日（2007年4月 - 2008年3月、MBSラジオ）
- イマドキッ土曜日（2008年4月 - 2009年4月、MBSラジオ）
- もっとイマドキッ（2009年4月 - 2010年4月、MBSラジオ）
- 飛び出せ!イマドキッ（2010年4月 - 、MBSラジオ）

### 舞台
- 赤毛のアン　エステー化学ドリームミュージカル（2003年） - ダイアナ・バリー 役（7都市9公演）

### CM・広告
- 八十二銀行「はちにのかん太くんカード」
- プロアクティブ・ソリューション
- フォーサイド・ドット・コム
- ロッテ「雪見だいふく」「パイの実」「アーモンドチョコレート」「アーモンドチョコレートクリスプ」「ガーナチョコレート（母の日宣言07）」「味わいカリンのど飴」カリンなる一族篇（2009年9月 - ）
- アサヒ飲料「WONDA」
- オートレース
- UR都市機構「小倉UR子篇」
- セガ「アミューズメントマシンショー」「セガモバ」など
- カーセブンディベロプメント「カーセブン」
- はるやま商事
- エンターブレイン「ベストプレープロ野球（ゲームボーイアドバンス版）」（2002年）
- エンターブレイン 「ダービースタリオン アドバンス」（2002年）
- 現代自動車 「ヒュンダイ・XG 新幹線篇」（2003年）
- サントリーフーズBOSS 「帰還篇」（2007年）
- ジェット証券 インベスター篇・プライベートジェット篇（2008年4月- ）
- SBIホールディングス「ALL外為比較」「ALL証券比較」（2010年1月 - ）
- プロタイムズ・ジャパン 外壁塗装のプロ集団篇・なんにでも一生懸命篇（2010年4月 - ）
- P&G「レノアプラス」（2012年11月 - 2016年） ※声の出演、「ボールド」（2018年2月1日 - ）
- アピタ「プラフェス」（2014年）
- アピタ・ピアゴ 「火曜特売」「ダイナミックサンデー」「5%OFF感謝デー」
- ココネ「ポケコロ」「こりん星つくっちゃいました」篇　「つりの星」篇（2015年 - ）[48]
- ワールド・ファミリー「ディズニーの英語システム」（2016年）[49]
- デファクトスタンダード「ブランディア」（2016年）[50]
- イッティ「アスミール」（2017年3月 - ）
- ドウシシャ「evercookフライパン」（2018年11月 - ）※イメージキャラクター[51]
- プレナス『ほっともっと』「主婦のホンネ/華・幕の内弁当」篇、「ムネキュン チキン南蛮弁当」篇（2018年11月 - ）[52]
- 日本製紙クレシア「ポイズ さらさら素肌」（2019年4月 - ）
- 外貨ex byGMO（2022年12月 - ）
- まねきや（2025年4月 - ）[53]

### テレビアニメ
- エアマスター（ゆうこりんお姉さん）
- スパイダーマン（マリア・タイーナ・エリゾンド）

### OVA
- Prayersプレイヤーズ1巻・2巻（2005年） - 主演・ショーコ 役

### ネット配信
- 小倉優子の Tokyo Local（プロアクティブ提供のポッドキャスト番組）
- おしゃべりやってまーす 月曜日（2003年5月 - 2003年9月、K'z Station）
- ウルトラマンメビウス外伝 ヒカリサーガ（NTT東日本） - 惑星アーブの声
- スカイガール（サイエンスチャンネル）
- 小倉優子のウキウキりんこだプー!うるとらだっしゅ（S-Ccast.net）
- かわいいちゃんねる（2020年2月14日 ‐ 、AbemaTV）- MC

### iPhoneアプリ
- 小倉優子をポケットに入れて持ち運ぶアプリ（iPhone / iPod touch向けアプリ、デジタルアドベンチャー）

### その他
- 小倉優子xLittle Twin Stars

## 書籍

### 著書
- 小倉優子でも100を切るゴルフ （2007年10月、講談社） ISBN 978-4-06-378861-7
- 小倉優子のはじめましてFX （2008年4月、角川・エス・エス・コミュニケーションズ） ISBN 978-4-8275-4342-1
- 小倉優子の気持ちのいいゴルフ （2008年4月、講談社） ISBN 978-4-06-378890-7
- 小倉優子のこりん星のお食事って? （2008年9月、日本文芸社） ISBN 9784537256185
- 焼肉屋は食べ放題なのになぜ儲かるのか〜小倉優子と学ぶ会計学〜 （2009年3月、インデックス・コミュニケーションズ） ISBN 978-4757305861
- 小倉優子「目指せ!シングル」実践ラウンド編 （2009年5月、講談社） ISBN 978-4063793499
- 小倉優子のビューティ宣言 ― がんばらないでキレイになる! （2011年5月、実業之日本社） ISBN 978-4408108957
- 小倉優子の幸せごはん （2012年12月、講談社） ISBN 978-4062181709
- 小倉優子のはじめてママdays （2013年6月、主婦の友社） ISBN 978-4072885383
- 小倉優子の毎日ほめられ ごはん（2013年11月、講談社） ISBN 978-4062187381
- 小倉優子の毎日おいしい♡おうちごはん（2014年12月、扶桑社） ISBN 978-4594071943

### 写真集
- 恋しくて優しくて （2001年3月、彩文館出版） ISBN 978-4-916115-53-9
- 未来・少女 （2001年11月、英知出版） ISBN 978-4-7542-1501-9
- 恋心 （2002年2月、ケイエスエス） ISBN 978-4-87709-566-6
- りんごともも （2002年5月、白泉社） ISBN 978-4-592-73194-8
- 初恋物語〜勇気を出して〜 （2002年7月、竹書房） ISBN 481-240-964-0
- ろりんこ （2002年8月、学習研究社） ISBN 978-4-05-401758-0
- ゆうこりん （2002年12月、ぶんか社） ISBN 978-4-8211-2493-0
- ゆうこの秘密の部屋 （2003年2月、ぶんか社） ISBN 978-4-8211-2504-3
- 小倉優子のひとりごと （2003年2月、竹書房） ISBN 978-4-8124-1143-8
- 小倉優子完全ムック （2003年3月、マガジン・マガジン） ISBN 978-4-89644-519-0
- YOUNG SUNDAY SPECIAL GRAPHIC VOL.3 （2003年4月、小学館） ISBN 978-4-09-104014-5
- ドリーム・夢子 （2003年6月、英知出版） ISBN 978-4-7542-1560-6
- 小倉優子photo&storybook「りんごももか姫」（2003年8月、ワニブックス） ISBN 978-4-8470-2769-7
- 優Q天国 （2003年10月、海王社） ISBN 978-4-87724-097-4
- 小倉優子ピンナップポスター （2004年2月、ワニマガジン社） ISBN 978-4-89829-765-0
- 恋のシュビドゥバ （2004年2月、竹書房） ISBN 978-4-8124-1537-5
- 小倉優子高校制服コレクション （2004年3月、ブックマン社） ISBN 978-4-89308-546-7 撮影：篠原潔
- IDOL万華鏡vol.1 小倉優子 （2004年4月、講談社） ISBN 978-4-06-179429-0
- ひとりの夜 （2004年6月、新潮社） ISBN 978-4-10-468101-3
- まるごと☆ゆうこりん （2004年9月、学習研究社） ISBN 978-4-05-603561-2
- デジタル写真集（2004年10月、デジタルアドベンチャー）[54]
- 小倉優子シークレットライブ写真集 エンターブレインムック （2005年4月、エンターブレイン） ISBN 978-4-7577-2283-5
- 小倉優子の秘密遊戯 （2005年7月、講談社） ISBN 978-4-06-364634-4
- ENCYCLOPIDIA （2006年9月、竹書房） ISBN 978-4-8124-2848-1
- ゆうこりある （2006年12月、小学館） ISBN 978-4-09-103053-5
- ゆうこりある （ネット写真集ゆうこりある ）（2007年4月19日、小学館）
- 小倉優子のおいしいいただき方 （2007年10月、ソフトバンククリエイティブ） ISBN 978-4-7973-4485-1
- double fantasy （2008年9月、ゴマブックス） ISBN 477-711-103-2
- PRIVACY （2009年11月、音楽専科社） ISBN 487-279-230-0
- 幸福論 （2011年9月、講談社） ISBN 978-4063528251

### 雑誌連載
- ダイヤモンドZAi「ゆうこりんが株に挑戦! カブって八百屋さんで買えますか?」（2007年5月号 - 2010年6月号）
- ダイヤモンドZAi「小倉優子の世界を買うカブ式投資！」（2010年7月号 - 2011年5月号）